# Kevin McGrath
Kevin Robert McGrath (ur. 16 marca 1946) – australijski zapaśnik walczący w stylu wolnym. Olimpijczyk z Tokio 1964, gdzie zajął osiemnaste miejsce w kategorii do 57 kg.
Srebrny medalista igrzysk Imperium Brytyjskiego i Wspólnoty Brytyjskiej w 1966 roku.

## Letnie Igrzyska Olimpijskie 1964
| Konkurencja      | Rundy eliminacyjne     | Rundy eliminacyjne  | Klas. końcowa |
| Konkurencja      | Przeciwnik I           | Przeciwnik II       | Miejsce       |
| ---------------- | ---------------------- | ------------------- | ------------- |
| 57 kg styl wolny | Choi Yeong-gil (KOR) P | János Varga (HUN) P | 18.           |